# Agua Nueva, Chihuahua
Agua Nueva är en ort i Mexiko.   Den ligger i kommunen Rosales och delstaten Chihuahua, i den nordvästra delen av landet, 1 200 km nordväst om huvudstaden Mexico City. Agua Nueva ligger 1 160 meter över havet och antalet invånare är 206.
Terrängen runt Agua Nueva är platt åt sydost, men åt nordväst är den kuperad. Runt Agua Nueva är det glesbefolkat, med 9 invånare per kvadratkilometer. Närmaste större samhälle är Ciudad Delicias, 3,9 km sydost om Agua Nueva. Runt Agua Nueva är det i huvudsak tätbebyggt.